# Anales toledanos
Los anales toledanos son una serie de tres cronologías escritas por varios autores anónimos en castellano antiguo que abarcan la historia del reino de Toledo desde el nacimiento de Jesucristo hasta 1303.

## Historia
Los anales toledanos primeros, que cubren hasta 1219, están basados en los anales castellanos segundos, con los que presentan muchas anotaciones comunes; los segundos, que llegan hasta 1250, parecen por su redacción haber sido escritos por un mudéjar.
Los anales toledanos I y II fueron publicados por primera vez por Francisco de Berganza en Antigüedades de España en 1721; en 1767 Enrique Flórez reunió los tres anales en el tomo XXIII de la España Sagrada.